# Bommanahalli, Sorab
Bommanahalli là một làng thuộc tehsil Sorab, huyện Shimoga, bang Karnataka, Ấn Độ.